# No Matter What (Badfinger)
No Matter What è un singolo del gruppo musicale britannico Badfinger, pubblicato nel 1970 ed estratto dall'album No Dice.
La canzone è stata scritta da Pete Ham.

## Tracce
- Versione UK

1. No Matter What
2. Better Days

- Versione USA

1. No Matter What
2. Carry on Till Tomorrow

## Formazione
- Pete Ham – voce, chitarra
- Joey Molland – chitarra, cori
- Tom Evans – basso, cori
- Mike Gibbins – batteria

## Cover
- La band statunitense Lillian Axe ha inciso il brano nell'album Poetic Justice del 1992.
- Il gruppo britannico A ha registrato il brano per la colonna sonora del film Animal (2001).
- La band Great White ha pubblicato il brano nell'album di cover Recover, uscito nel 2002 ma registrato nel 1989.
- Il gruppo britannico Def Leppard ha pubblicato la sua versione come singolo nel 2005; brano che appare negli album Rock of Ages: The Definitive Collection e Yeah!.
- Il gruppo statunitense The Clarks ha inciso il brano nella raccolta Between Now and Then (2005).
- Il gruppo dei Dogstar ha pubblicato il brano nell'album Our Little Visionary del 1996.
- Il gruppo Jellyfish ha realizzato la propria versione inserendola nel boxset Fan Club (2002).